# Смирнов, Михаил Иванович (контр-адмирал)
Михаил Иванович Смирнов (18 июня 1880, Санкт-Петербург, Российская империя — 26 августа 1940, Йоркшир, Англия, Великобритания.) — русский морской офицер, участник Белого движения на востоке России, контр-адмирал (1918).

## Биография
Михаил Смирнов родился 18 июня 1880 года. Учился в Морском кадетском корпусе, окончил его в 1899 году 7-м из 66 по успеваемости.
В 1900 году Михаил Иванович становится младшим флаг-офицером штаба начальника Эскадры Тихого океана.
В 1906 году становится офицером Главного морского штаба, служит там до 1909 года включительно. В этот период тесно взаимодействовал с А. В. Колчаком.
В 1910—1911 гг. Михаил Иванович служил старшим офицером на линкоре «Слава», затем в 1911—1912 гг. старшим офицером на «Пантелеймоне». В 1914 году окончил курс Николаевской Морской академии и вступил в командование эсминцем «Выносливый».
С началом Первой мировой войны, в сентябре 1914 вместе с М. А. Кедровым направлен в качестве наблюдателя на британский флот, в начале 1915 находился на Средиземном море. В 1915—1916 годах командовал эсминцем «Казанец».
В 1916 году произведён в капитаны 1-го ранга, служил флаг-капитаном адмирала Колчака А. В. С 8 апреля по июль 1917 года — начальник штаба Черноморского флота Российской империи. Покинул пост вместе с уходом Колчака.
В 1917—1918 гг. — начальник морского отдела Русского заготовительного комитета в США, с прикомандированием к русскому посольству в Вашингтоне. С 20 ноября 1918 — управляющий морским министерством в Российском государстве. Тогда же произведён А. В. Колчаком, Верховным главнокомандующим Русской армии в чин контр-адмирала. Командовал речной флотилией на Каме.
Д.Н. Федотов-Уайт, служивший со Смирновым на Каме, в своих мемуарах вспоминает такой случай:

Стоял чудесный летний вечер, живописные берега Камы утопали в зелени. Мы с адмиралом сидели в застекленной рубке за чаем и смотрели на проплывавший мимо пейзаж.
Внезапно на холме справа в двух верстах вглубь берега я заметил двойную вспышку. Опыт войны на реках подсказал мне, что по нам открыла огонь двухорудийная батарея, о чем я сообщил Смирнову.
- Тебе показалось. Они не могли так быстро достичь реки, даже если допустить, что армейские сведения о собственном положении были предельно оптимистичны.
И, прежде чем он успел это договорить, снаряд ударил в корму буксира, и раздался оглушительный взрыв.
Смирнов даже глазом не моргнул.
- Тебе сколько сахара, один или два? – спросил он непринужденно.
В этот момент второй снаряд вывел из строя наше радио. В рубку со спасательными жилетами в руках ворвался вестовой и громко закричал:
- Мы погибли! Надо спасаться! Хватайте жилеты!
Смирнов бросил жилеты под стол и велел вестовому убираться к черту. К счастью, река в этом месте делала поворот, и деревья, по-видимому, скрыли нас из виду, потому что снаряды стали ложиться мимо цели.
— Д.Н. Федотов-Уайт. Пережитое. Война и революция в России. Перевод с англ. А. Дементьев. М., Издание книжного магазина «Циолковский», 2018 г.
В эмиграции жил в Англии. Посвящён в «Гренадерской» ложе в Лондоне, в 1926—1928 годах входил в «Кружок русских масонов» в Лондоне.
Оказывал помощь семье Колчака, помог его сыну получить высшее образование. В 1930 году издал в Париже небольшую книгу «Адмирал Александр Васильевич Колчак (Краткий биографический очерк)» (переиздана в Москве в 1992).
Умер в Йоркшире в августе 1940 года.

## Награды
- Орден Святой Анны 3-й ст.
- Орден Святого Владимира 4-й ст. с мечами и бантом (16.03.1915)
- Орден Святой Анны 2-й ст. (8.6.1915)
- Орден Святого Станислава 2-й ст. (31.3.1916)
- Орден Святого Владимира 3-й ст. (6.02.1917)
- Георгиевское оружие (1916)
- Орден Святого Георгия 4-й ст.

Командуя Речной Боевой флотилией, состоящей из 5-ти боевых кораблей и прикрывая переправу наших войск через р.р. Белую и Каму у Пьяного Бора, Николо-Березовки с 28-го мая по 2-е июня 1919 года и обеспечивая эвакуацию г. Сарапула и ведя бой с неприятельской артиллерией и пехотой, расположенных на берегу и имевших целью отрезать флотилию от наших сил, он, Контр-Адмирал Михаил Смирнов, умелым и энергичным действием прорвал блокаду неприятеля, чем и обеспечил, как самую переправу, так и свободу дальнейших действий наших сухопутных войск— http://george-orden.narod.ru/Stat/stat12.html

## Сочинения
- Цусима : (Сражение в Корейском проливе 14 и 15 мая 1905 г.) Санкт-Петербург, 1913.
- Смирнов М. И. Адмирал Александр Васильевич Колчак (краткий биографический очерк). Париж, 1930.
- Admiral Kolchak. M. I. Smirnov. The Slavonic and East European Review, Vol. 11, No. 32 (Jan., 1933), pp. 373–387.